# هنگ‌چینه
هنگ‌چینه(به کردی: ھەنگەچینە، Hengeçîne) روستایی از توابع بخش سرشیو شهرستان سقز است که در استان کردستان ایران قرار دارد.

## جمعیت
این روستا در دهستان ذوالفقار واقع شده و براساس سرشماری سال ۱۳۸۵، جمعیت آن ۱۰۶ نفر (۱۹ خانوار) بوده‌است.